# Heath Slater
Heath Wallace Miller (sinh ngày 15/7/1983) là một đô vật chuyên nghiệp và diễn viên người Mỹ. Anh hiện đang ký hợp đồng với WWE và làm việc ở Raw dưới cái tên Heath Slater. 

## Thuở nhỏ
Heath Wallace Miller sinh ngày 15 tháng 7 năm 1983 tại Pineville, Quận Wyoming, Tây Virginia. Anh được nuôi dưỡng bởi mẹ, ba dượng và ông bà.

## Sự nghiệp đấu vật chuyên nghiệp

### World Wrestling Alliance (2004-2006)
Anh được đào tạo tại trường đấu vật World Wrestling Alliance (WWA4) và bắt đầu đấu vật trong các sự kiện của WWA4 cũng như một số công ty đấu vật có trụ sở tại tiểu bang Georgia.

## Cuộc sống cá nhân
Miller kết hôn với Stephanie Jean vào năm 2011, họ có hai con và cư trú tại Fort Mill, Quận York, Nam Carolina.

## Các danh hiệu và chức vô địch
- Florida Championship Wrestling
  - FCW Florida Heavyweight Championship (1 lần)
  - FCW Southern Heavyweight Championship (1 lần)
  - FCW Florida Tag Team Championship (1 lần) - với Joe Henning
- Georgia Championship Wrestling
  - GCW Columbus Championship (1 lần)
- Pro Wrestling Illustrated
  - Feud of the Year (2010) The Nexus vs WWE
  - Most Hated Wrestler of the Year (2010) với tư cách là thành viên của The Nexus
  - PWI xếp hạng 66 trong top 500 đô vật trong PWI 500 năm 2011
- World Wrestling Entertainment/ WWE
  - WWE 24/7 Championship (1 lần)
  - WWE Tag Team Championship (3 lần) - Justin Gabriel
  - WWE Smackdown Tag Team Championship (1 lần) - với Rhyno
  - Thắng giải đấu tranh WWE Smackdown Tag Team Championship (2016) - với Rhyno
  - Slammy Adward cho Shocker of the Year (2010) Sự ra mắt của The Nexus
  - WWE Championship (20 lần)
  - WWE Universal Championship (10 lần)
  - WWE United States Championship (5 lần)
  - WWE Intercontinental Championship (5 lần)
  - World Heavyweight Championship (WWE) (2 lần)